# Cát Anh
Cát Anh (giản thể: 葛婴; phồn thể: 葛嬰; bính âm: Gě Yīng, ? – 209 TCN) là tướng nước Sở cuối thời nhà Tần trong lịch sử Trung Quốc. Ông tham gia cuộc khởi nghĩa Trần Thắng chống lại sự cai trị của nhà Tần.

## Tướng bị tội
Theo Sử ký, Cát Anh là người ở ấp Phù Ly.
Tháng bảy âm lịch năm 209 TCN, 900 người lính thú ở nước Sở cũ theo Trần Thắng khởi nghĩa ở làng Đại Trạch chống lại sự cai trị hà khắc của nhà Tần.
Sau khi đánh chiếm làng Đại Trạch, Trần Thắng đánh lấy đất Kỳ rồi chia quân làm 2 đường: tự mình đánh phía tây, sai Cát Anh tiến về phía đông. Sử sách không chép rõ Cát Anh trong số những người tham gia quân khởi nghĩa Trần Thắng từ làng Đại Trạch hay ông đến gia nhập khi Trần Thắng đến đất Kỳ.
Cát Anh đem binh chiêu hàng các thành ở phía đông đất Kỳ, đánh các đất Trất, Toản, Khổ, Giá, Tiều, tất cả năm huyện đều lấy được.
Khi tiến đến Đông Thành, Cát Anh chủ trương lập con cháu nước Sở thời Chiến Quốc để có danh nghĩa chống lại nhà Tần. Ông tìm được người tông thất là Tương Cương, bèn lập làm Sở Vương.
Tuy nhiên chưa bao lâu sau, có tin Trần Thắng đánh chiếm được đất Trần cũng tự lập làm Trương Sở vương.
Cát Anh không muốn chống lại Trần Thắng bèn giết chết Tương Cương và quay về Trần báo lại với Trần Thắng về việc đó để tỏ ra trung thành với vua Sở. Song Trần Thắng vẫn cho rằng Cát Anh muốn phản mình, nên hạ lệnh giết ông.
Cát Anh là vị tướng lĩnh đầu tiên trong hàng loạt tướng lĩnh dưới quyền Sở Ẩn Vương Trần Thắng bị sát hại khi đi đánh dẹp trở về.

## Dòng dõi
Thời nhà Hán, Hán Văn Đế thương Cát Anh có công bị chết oan, sai tìm con cháu ông và phong ở huyện Gia. Đời sau dòng dõi của ông hợp chữ "Cát" và đất huyện Gia (Chư) lại thành "Gia Cát" ("Chư Cát"), lấy làm họ.
Thời Tây Hán, dòng họ Gia Cát có Gia Cát Phong làm đến chức Tư lệ hiệu uý. Đến sau này dòng họ xuất hiện các nhân vật nổi tiếng hơn: thừa tướng Gia Cát Lượng nước Thục Hán thời Tam Quốc, cùng anh Gia Cát Cẩn làm quan ở Đông Ngô và em họ Gia Cát Đản làm quan cho Tào Ngụy.